# بریژیت اوبر
بریژیت اوبر (فرانسوی: Brigitte Auber‎؛ زادهٔ ۲۷ آوریل ۱۹۲۸) یک هنرپیشه اهل فرانسه است.
از فیلم‌ها یا برنامه‌های تلویزیونی که وی در آنها نقش داشته است می‌توان به گرفتن یک دزد و مردی با نقاب آهنین  اشاره کرد.